# Donji Lipovac (Chorwacja)
Donji Lipovac – wieś w Chorwacji, w żupanii brodzko-posawskiej, w gminie Nova Kapela. W 2011 roku liczyła 248 mieszkańców.